# گذرگاه مرزی بازرگان
گذرگاه مرزی بازرگان یا مرز بازرگان از مهمترین نقاط گمرک ایران است و در فاصلهٔ یک کیلومتری شهر بازرگان واقع در شهرستان ماکو در استان آذربایجان غربی قرار دارد. این گمرک در سال ۱۳۰۵ ساخته شده‌است که تنها مرز ۲۴ ساعته و بین‌المللی مابین ایران و ترکیه می‌باشد. نام این گذرگاه از طرف کشور ترکیه مرز گوربولاغ می‌باشد. 

## تاریخچه

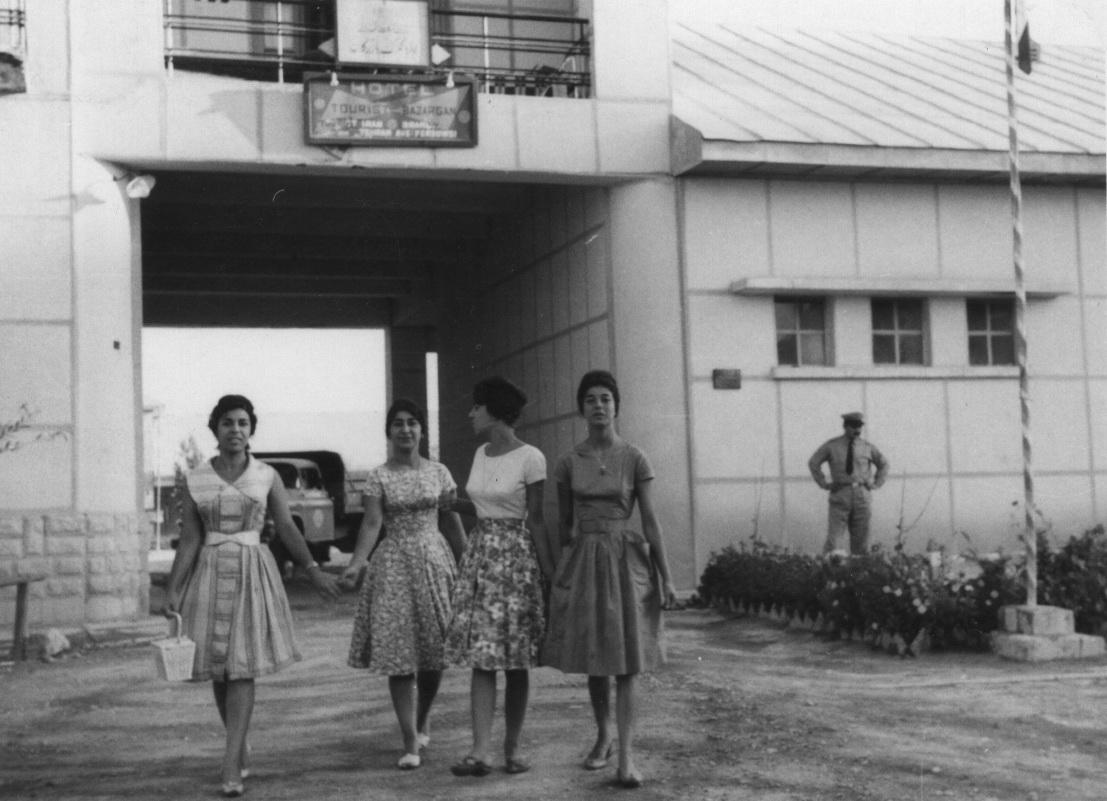
گمرک بازرگان، دههٔ ۵۰ میلادی

گمرک بازرگان در سال ۱۳۰۵خورشیدی از زمانی که روستای بازرگان حدود ۴۰ خانوار جمعیت داشته، در این منطقه مستقر بوده‌است، بنای اولیه این گمرگ یک اتاق گلی به همراه ۴ تا ۵ نفر از پرسنل بوده که به دلیل کمبود امکانات و مشکلات پشتیبانی برای مدتی به شهر ماکو منتقل شده‌است.
با توجه به درخواست تاجران و مسافران برای انجام تشریفات گمرکی در مرز، گمرک مجدداً در سال ۱۳۱۴ به محل قبلی منتقل گشته‌است. در طی سالهای ۱۳۱۵ تا ۱۳۱۷ ساختمان مستقلی در کنار جاده و در محلی که به عنوان کویی قدیم معروف است، احداث گردید. در سازمان گمرکی سال ۱۳۱۷ دفاتر گمرکی مرز ایران و ترکیه من جمله بازرگان همگی تابع گمرک تبریز بودند. در ساختار سازمان گمرکی سال ۱۳۲۷ دفاتر گمرکی قطور، سیه چشمه و صوفیعلی از جمله گمرکات تابعه بازرگان به حساب آمدند.
در سال ۱۳۱۸ به دلیل افزایش میزان مبادلات و مسافران قرارداد احداث ساختمان مشترک گمرکات ایران و ترکیه کنار یکدیگر و در نقطه صفر مرزی به صورت مشابه منعقد گردید. به علت وقوع جنگ جهانی دوم در سال ۱۳۲۰ ساختمان گمرک ایران که نیمه تمام باقی مانده بود در طی سالهای ۱۳۲۵ – ۱۳۲۷ ساخته شده و گمرک بازرگان در همان محل شروع به کار کرد. در سالهای ۱۳۲۸ – ۱۳۷۷ نیز ساختمانهای جدید، انبارها و منازل مسکونی و تأسیسات مورد نیاز احداث شد، در سال ۱۳۶۴ ساختمانهای اداری گمرک بازرگان به مساحت ۴۴۱۸ مترمربع و در ۴ طبقه با زیر بنای ۹۱۱۹ مترمربع ساخته شد.
در سال ۱۳۷۷ نیز سازمان پایانه‌ها اقدام به ساخت ساختمان جدیدی به مساحت ۴۵۰ مترمربع نمود. گمرک مزبور در حال حاضر در سطح مدیر کل و به منظور انجام امور مختلف گمرکی شامل مسافری، واردات، صادرات، ترانزیت، قضایی فعالیت نموده و همچنین گمرک پلدشت و بازارچه‌های ساری سو و صنم بلاغی تحت مدیریت گمرک بازرگان مشغول فعالیت می‌باشند.

## مشخصات
شهر بازرگان از توابع شهرستان ماکو و در ۱۵ کیلومتری شمال آن قرار گرفته‌است. بازرگان به عنوان نقطه خروجی مرز ایران و ترکیه در دامنه کوه آرارات واقع شده‌است. این مرز تنها مرز ۲۴ ساعته و بین‌المللی مابین ایران و ترکیه می‌باشد. این مرز دارای دو ورودی جداگانه تریلر و اتوبوس و سواری می‌باشد و ظرفیت عبور روزانه ۷۰۰ تریلر را دارد ولی به دلیل مشکل پارک و همچنین مشکلات گمرکی و طولانی بودن پروسه ترخیص تعداد تریلر عبوری روزانه بین ۳۵۰ تا ۵۰۰ تریلر در حال تغییر می‌باشد که این موضوع باعث ایجاد صف‌هایی به طول ۲۰ کیلومتر در دو باند در دو طرف مرز می‌شود.

## احداث خط ریلی
طبق اعلام مدیرعامل شرکت راه‌آهن جمهوری اسلامی ایران در تاریخ ۱۲ اسفند ۱۳۹۴ خط ریلی جدیدی بین ایران و ترکیه از مسیر مرز بازرگان ساخته خواهد شد. با توجه به مشکل خط ریلی موجود که گذر از دریاچه وان با کشتی در خاک ترکیه می‌باشد تصمیم به ساخت مسیر جدید ریلی از مسیر مرز بازرگان گرفته شده که این پروژه در مرحله نقشه‌برداری و مطالعات پروژه می‌باشد.